# Eupithecia cognizata
Eupithecia cognizata là một loài bướm đêm trong họ Geometridae.